# Dante Di Paolo
Dante Di Paolo (né le 18 février 1926 à Frederick, dans le Colorado, aux États-Unis et décédé le 3 septembre 2013) est un acteur américain d'origine italienne qui fut l'un des acteurs fétiches de Mario Bava dans les années 1960-1970.

## Filmographie partielle
- 1961 : Maciste contre le Cyclope (Maciste nella terra dei ciclopi) d'Antonio Leonviola
- 1962 : La Vengeance du colosse (Marte, dio della guerra) de Marcello Baldi
- 1962 : Ponce Pilate "Ponzio Pilato" de Gian Paolo Callegari et Irving Rapper
- 1963 : Le Corps et le Fouet de Mario Bava
- 1964 : Six Femmes pour l'assassin de Mario Bava
- 1970 : Une hache pour la lune de miel de Mario Bava
- 1972 : Baron vampire de Mario Bava